# فهرست فیلم‌های ایرانی سال ۱۳۴۴
فهرست فیلم‌های ایرانی سال ۱۳۴۴

## فهرست
| عنوان         | کارگردان           | فیلم‌نامه‌نویس(ها)   | بازیگران                                                           |
| ------------- | ------------------ | ------------------ | ------------------------------------------------------------------ |
| افق روشن      | مهدی امیرقاسم خانی | نصرت‌الله کریمی     | حمیده خیرآبادی، منوچهر نوذری                                       |
| ببر کوهستان   | خسرو پرویزی        | خسرو پرویزی        | محمدعلی فردین                                                      |
| پاسداران دریا | رضا صفایی          | اسدالله سلیمانی فر | ناصر ملک‌مطیعی،جواد قائم‌مقامی                                       |
| گنج قارون     | سیامک یاسمی        | سیامک یاسمی        | محمدعلی فردین                                                      |
| جلاد          | آرماییس آقامالیان  | احمد نجیب زاده     | رضا بیک ایمانوردی، سیمین غفاری، یدالله محمدی‌نژاد، مینو شفیع        |
| خروس جنگی     | اسماعیل پورسعید    |                    | عبدالله بوتیمار، آذر شیوا                                          |
| خشت و آینه    | ابراهیم گلستان     | ابراهیم گلستان     | جلال مقدم، پرویز فنی زاده، محمدعلی کشاورز، پری صابری، جمشید مشایخی |